# 아이즈마역
아이즈마역(일본어: 逢妻駅 아이즈마에키[*])은 일본 아이치현 가리야시에 있는, 도카이 여객철도 도카이도 본선의 역이다.

## 역 구조 및 승강장
상대식 승강장 2면 2선을 가지는 지상역. 구내 남쪽의 승강장이 하행열차 전용의 1번선, 북쪽의 승강장이 상행열차 전용의 2번선으로 되어 있다.
남북쪽을 가로지르는 선상 역사를 갖춘다. 도카이 교통 사업의 직원이 업무를 담당하는 업무위탁역으로, 가리야역이 이 역을 관리하고 있다. 발권 창구가 설치되어 있지만, 이른 아침 · 심야는 무인으로 한다.
| 1 | ■ 도카이도 본선 | 하행 | 나고야 · 오가키 방면     |
| 2 | ■ 도카이도 본선 | 상행 | 오카자키 · 도요하시 방면 |

## 이용 현황
'가리야의 통계'에 따르면, 이 역의 1일 평균 승차 인원은 이하와 같이 추이되고 있다.
- 2005년도 - 1,770명
- 2006년도 - 1,844명
- 2007년도 - 1,943명
- 2008년도 - 1,986명
- 2009년도 - 1,910명

## 역 주변
- 기조 공원
- 국도 제155호선

## 역사
- 1988년 3월 13일 : 도카이 여객철도(JR 도카이)에 의해, 도카이도 본선 가리야 - 오부 간에 신설 개업.
- 2006년 11월 25일 : TOICA 도입.

## 인접 역
| 도카이 여객철도 도카이도 본선 | 도카이 여객철도 도카이도 본선 | 도카이 여객철도 도카이도 본선 |
| ----------------------------- | ----------------------------- | ----------------------------- |
| 가리야 하마마쓰·시즈오카 방면 | ■ 도카이도 본선               | 오부 도요하시·나고야 방면     |